# طلاق به سبک آمریکایی
طلاق به سبک آمریکایی (انگلیسی: Divorce American Style) یک فیلم کمدی طنز آمریکایی است به کارگردانی باد یورکین که در سال ۱۹۶۷ منتشر شد.

## بازیگران
- دیک ون دایک
- دبی رینولدز
- جیسون روباردز
- جین سیمونز
- ون جانسون
- لی گرانت
- آیلین برنان
- تیم ماتسون
- شلی موریسون
- املین هنری